# 陸英修
陸 英修（ユク・ヨンス、1925年11月29日 - 1974年8月15日）は、第5～9代大韓民国大統領・朴正煕の妻で、韓国史上3人目のファーストレディ（1963年12月17日 - 1974年8月15日）である。大韓民国第18代大統領の朴槿恵は長女、EGテック会長の朴志晩は長男である。

## 来歴

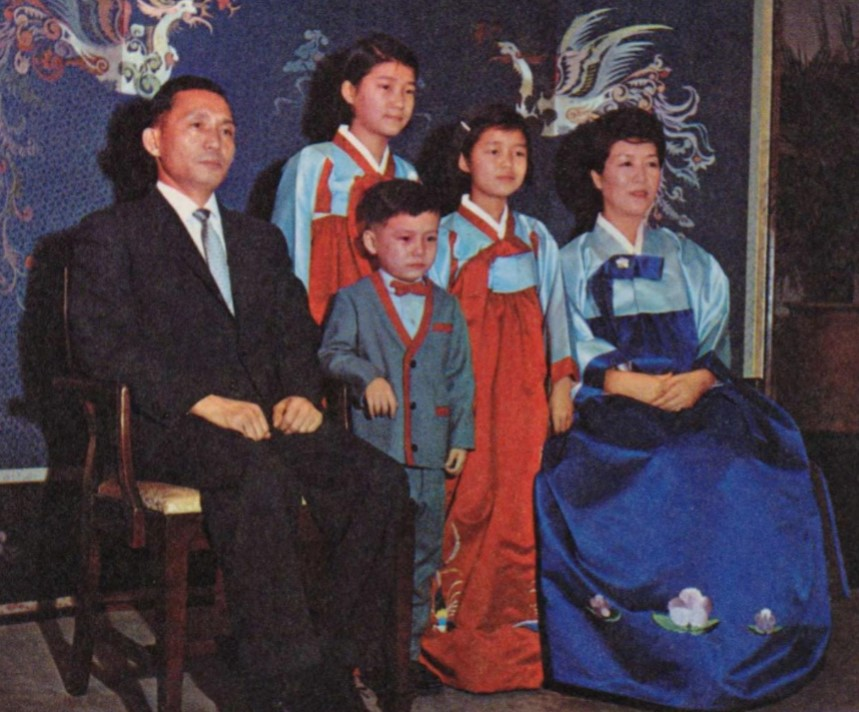
左から、朴正煕、朴槿恵、朴志晩、朴槿令、陸英修。

忠清北道沃川郡で陸鍾寛・李慶齢夫妻の間に1男3女の次女として生まれた。教育者の陸寅順は姉、元国会議員の陸寅修は兄である。また、元農水産部長官の張徳鎮、元国務総理の韓昇洙、元国会議員の尹錫民は姪の夫である。
培花高等女学校（現在の培花女子高等学校）を卒業した後、1950年に、当時陸軍中佐だった朴正煕と結婚し、1男2女をもうけた。
夫の大統領就任後は、政治外交史や歴史学、英語など多方面に亘って、著名な大学教授達から毎週講義を受けることで、政治と社会問題に視野を広げ続け、ファーストレディとしても、韓服姿に穏やかな表情によって、ニュース映画などを通じて国民に素朴な印象を与え続けた。

### 暗殺

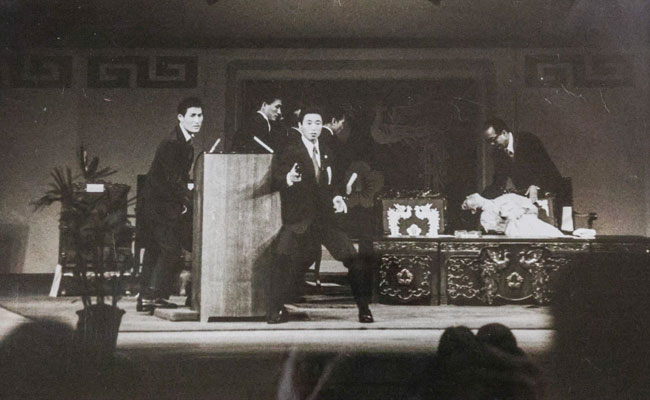
文世光事件

1974年8月15日午前10時、ソウルの南山にある奨忠洞国立劇場大ホールで開かれた光復節記念式典会場において、朝鮮労働党対外連絡部の指示を受けた在日朝鮮人の文世光が撃った銃弾が頭部に命中して死亡した。文が朴正熙大統領を狙って撃った1発目の銃弾が外れた後、犯人を狙い撃ちするために演壇から走り出た朴鐘圭警護室長を狙い、文が発射した4発目の銃弾が陸に当たった。

## 人物
家庭でも夫に尽くす妻だったと伝えられている。また、福祉・教育に深い関心を持ち、幾度となく孤児院や保育園へ足を運び、子供達への教育・福祉に対する政策を広げるなどした。1969年4月には、子供のための福祉財団である育英財団を設立し、子供大公園や子供会館の建立を主導した。他にも、ハンセン病患者達が収容されている施設を訪問して、自活支援事業を展開する、貧困者を対象とする職業訓練施設を設立する、ベトナム戦争に派遣された将兵達の家族への慰問と慰労を重ねる、災害現場へも自ら直接出向き、被災者達を親しく慰め、勇気づけるなど、積極的にファーストレディとしての役目を果たし続けた。私生活においても、使用人達の面倒を見る寛大な性分で、周囲の尊敬を受けた事でも知られている。
こうした行いから、「国母」と呼ばれ尊敬されていた。朴が学生運動などを抑え込むなど強圧的な姿勢で対峙し、国民からの評判も決して良くなかった時代の中でも青瓦台の野党とまで称された。朴に反感を持つ人でも、陸には好意的な印象を持つ国民も多く、前記の暗殺による国民のショックも大きかった。
こうした評価に対して、金鍾泌（朴正煕の兄・朴相煕の娘である朴栄玉の夫）は、陸の"慈悲深い国母"というイメージは作られたもので、実際には欲深く、人の有り難みを知らない女性だったと評している。更に、金が米国の歩兵学校に留学したとき、出産直後の妻朴栄玉（陸にとっては義理の姪）の食事を陸が準備しなかったことを知り、帰国して「自分はご飯を食べておきながら、子どもを生んでお腹を空かせている産婦にそんな仕打ちをするのか」と詰問したことを引き合いにした上で、「（陸女史は）は一言も言えなかった、他人に対する配慮がない」と述べた。